# Joel Stebbins
Joel Stebbins (ur. 30 lipca 1878 w Omaha, zm. 16 marca 1966 w Palo Alto) – amerykański astronom.

## Życiorys
Studiował na University of Nebraska i University of Wisconsin, stopień doktora uzyskał na University of California, gdzie był uczniem m.in. Williama Campbella. W latach 1903–1922 kierował obserwatorium astronomicznym na University of Illinois at Urbana-Champaign, a od 1922 do 1948 roku Washburn Observatory na University of Wisconsin-Madison. Od 1948 roku do przejścia na emeryturę w 1958 pracował w Obserwatorium Licka.
Stebbins był jednym z pierwszych astronomów, stosujących w swoich badaniach fotometrię fotoelektryczną. Wraz z Albertem Whitfordem prowadzili obserwacje zmiany długości fali światła gwiezdnego powodowane przez ośrodek międzygwiazdowy, barwne galaktyki, czy gwiazdy podwójne.

## Wyróżnienia i nagrody
- Rumford Prize (1913)
- Medal Henry’ego Drapera (1915)
- Bruce Medal (1941)
- Złoty Medal Królewskiego Towarzystwa Astronomicznego (1950)
- Henry Norris Russell Lectureship (1956)

Jego imieniem nazwano krater Stebbins na Księżycu oraz planetoidę (2300) Stebbins.